# Воймега
Во́ймега (рос. Воймега/Воймига) — річка в Московській області Росії, права притока річки Поля, що впадає в Клязьму (басейн Волги).
Бере початок в озері Воймега за 4 км на захід від ст. Черусті Казанського напрямку Московської залізниці, гирло розташоване біля села Передєл Шатурського району Московської області за 18 км течією Полі від її гирла. На річці стоять місто Рошаль і селище Бакшеєво.

## Гідрологія
Довжина 27 км. Площа басейну 534 км². Рівнинного типу. Басейн Воймеги сильно заболочений. Живлення переважно снігове. Воймега замерзає в листопаді — початку грудня, скресає в кінці березня — квітні.
Основні притоки: праві — В'юниця (9,5 км від гирла), Трубінка.

## Походження назви
Гідронім має дослов'янську етимологію, у ньому можна виділити два компоненти — основу войм(а) і формант ега. Перша складова широко представлена в північноросійській гідронімії (Воймиця в басейні Костроми, Войманга в басейні Сухони), хоча й не має переконливої етимології. Прикінцевий елемент ега пізніший і пов'язується з фіно-угорським терміном jogi («річка»), який присутній також у багатьох назвах річок (наприклад, Онєга, Пінега).

## Цікаві факти
У верхній течії русло річки спрямлено каналом, нижче по обох берегах росте заболочений хвойний та мішаний ліс. За часів інтенсивного скидання стічних вод Рошальським хімічним комбінатом, нижче м. Рошаля води річки були сильно забруднені і непридатні для пиття. У даний час, у зв'язку з фактичним закриттям комбінату, екологічна обстановка навколо річки нормалізується.
Недалеко від гирла Воймеги знаходиться озеро Смердяче — найближчий до Москви метеоритний кратер.